# Sebastes
Sebastes ('echte' roodbaarzen) is een geslacht uit de familie schorpioenvissen (Scorpaenidae) of Sebastidae (zie Taxonomie).
Van de meer dan 100 soorten leven de meeste in het noorden van de Grote Oceaan, maar één soort leeft in het zuiden van de Grote en het zuiden van de Atlantische Oceaan en vier soorten leven in het noorden van de Atlantische Oceaan. 56 soorten leven langs de kust van Zuid-Californië.
Fossiele vondsten gaan terug tot het Mioceen, uitgaande van vondsten uit Californië, maar er is ook een fossiel gevonden in België dat het geslacht plaatst in het Oligoceen.
Ze leven tot bijna 3000 meter diepte, meestal dicht bij de bodem. Sommige soorten staan erom bekend erg oud te worden, waarbij sommige soorten uit Alaska meer dan 200 jaar bereiken.
Het zijn smakelijke vissen en ze zijn daarom belangrijk voor de beroepsvisserij en de zeehengelsport. Ze worden vaak overbevist, daarom zijn er voor diverse soorten seizoensgebonden quota ingesteld. De bekendste soort is de 'gewone' roodbaars (Sebastes marinus).

## Synoniemen
Van dit geslacht zijn de volgende synoniemen bekend:
- Pteropodus Eigenmann and Beeson, 1893
- Sebastichthys Gill, 1862
- Sebastodes Gill, 1881
- Sebastomus Gill, 1864

## Taxonomie
Over de familie waartoe dit geslacht behoort is geen consensus. Fishbase deelt dit geslacht onder in de aparte familie Sebastidae, terwijl Fishes of the World het geslacht in de schorpioenvissen (Scorpaenidae) plaatst.
Volgens FishBase worden de volgende 110 soorten in het geslacht Sebastes onderscheiden:
- Sebastes aleutianus (Jordan & Evermann, 1898)
- Sebastes alutus (Gilbert, 1890)
- Sebastes atrovirens (Jordan & Gilbert, 1880)
- Sebastes auriculatus (Girard, 1854)
- Sebastes aurora (Gilbert, 1890)
- Sebastes babcocki (Thompson, 1915)
- Sebastes baramenuke (Wakiya, 1917)
- Sebastes borealis (Barsukov, 1970)
- Sebastes brevispinis (Bean, 1884)
- Sebastes capensis (Gmelin, 1789)
- Sebastes carnatus (Jordan & Gilbert, 1880)
- Sebastes caurinus (Richardson, 1844)
- Sebastes chlorostictus (Jordan & Gilbert, 1880)
- Sebastes chrysomelas (Jordan & Gilbert, 1881)
- Sebastes ciliatus (Tilesius, 1813)
- Sebastes constellatus (Jordan & Gilbert, 1880)
- Sebastes cortezi (Beebe & Tee-Van, 1938)
- Sebastes crameri (Jordan, 1897)
- Sebastes dallii (Eigenmann & Beeson, 1894)
- Sebastes diploproa (Gilbert, 1890)
- Sebastes elongatus (Ayres, 1859)
- Sebastes emphaeus (Starks, 1911)
- Sebastes ensifer (Chen, 1971)
- Sebastes entomelas (Jordan & Gilbert, 1880)
- Sebastes eos (Eigenmann & Eigenmann, 1890)
- Sebastes exsul (Chen, 1971)
- Sebastes fasciatus (Storer, 1856)
- Sebastes flammeus (Jordan & Starks, 1904)
- Sebastes flavidus (Ayres, 1862)
- Sebastes gilli (Eigenmann, 1891)
- Sebastes glaucus (Hilgendorf, 1880)
- Sebastes goodei (Eigenmann & Eigenmann, 1890)
- Sebastes helvomaculatus (Ayres, 1859)
- Sebastes hopkinsi (Cramer, 1895)
- Sebastes hubbsi (Matsubara, 1937)
- Sebastes ijimae (Jordan & Metz, 1913)
- Sebastes inermis (Cuvier, 1829)
- Sebastes iracundus (Jordan & Starks, 1904)
- Sebastes itinus (Jordan & Starks, 1904)
- Sebastes jordani (Gilbert, 1896)
- Sebastes joyneri (Günther, 1878)
- Sebastes kawaradae (Matsubara, 1934)
- Sebastes koreanus (Kim & Lee, 1994)
- Sebastes lentiginosus (Chen, 1971)
- Sebastes levis (Eigenmann & Eigenmann, 1889)
- Sebastes longispinis (Matsubara, 1934)
- Sebastes macdonaldi (Eigenmann & Beeson, 1893)
- Sebastes maliger (Jordan & Gilbert, 1880)
- Sebastes marinus (Linnaeus, 1758) – Roodbaars
- Sebastes matsubarae (Hilgendorf, 1880)
- Sebastes melanops (Girard, 1856)
- Sebastes melanosema (Lea & Fitch, 1979)
- Sebastes melanostomus (Eigenmann & Eigenmann, 1890)
- Sebastes mentella (Travin, 1951)
- Sebastes miniatus (Jordan & Gilbert, 1880)
- Sebastes minor (Barsukov, 1972)
- Sebastes moseri (Eitner, 1999)
- Sebastes mystinus (Jordan & Gilbert, 1881)
- Sebastes nebulosus (Ayres, 1854)
- Sebastes nigrocinctus (Ayres, 1859)
- Sebastes nivosus (Hilgendorf, 1880)
- Sebastes norvegicus (Ascanius, 1772)
- Sebastes notius (Chen, 1971)
- Sebastes oblongus (Günther, 1877)
- Sebastes oculatus (Valenciennes, 1833)
- Sebastes ovalis (Ayres, 1862)
- Sebastes owstoni (Jordan & Thompson, 1914)
  - Sebastes pachycephalus chalcogrammus (Matsubara, 1943)
  - Sebastes pachycephalus nigricans (Schmidt, 1930)
  - Sebastes pachycephalus nudus (Matsubara, 1943)
  - Sebastes pachycephalus pachycephalus (Temminck & Schlegel, 1843)
- Sebastes paucispinis (Ayres, 1854)
- Sebastes peduncularis (Chen, 1975)
- Sebastes phillipsi (Fitch, 1964)
- Sebastes pinniger (Gill, 1864)
- Sebastes polyspinis (Taranetz & Moiseev, 1933)
- Sebastes proriger (Jordan & Gilbert, 1880)
- Sebastes rastrelliger (Jordan & Gilbert, 1880)
- Sebastes reedi (Westrheim & Tsuyuki, 1967)
- Sebastes rosaceus (Girard, 1854)
- Sebastes rosenblatti (Chen, 1971)
- Sebastes ruber (Ayres, 1854)
- Sebastes ruberrimus (Cramer, 1895)
- Sebastes rubrivinctus (Jordan & Gilbert, 1880)
- Sebastes rufinanus (Lea & Fitch, 1972)
- Sebastes rufus (Eigenmann & Eigenmann, 1890)
- Sebastes saxicola (Gilbert, 1890)
- Sebastes schlegelii (Hilgendorf, 1880)
- Sebastes scythropus (Jordan & Snyder, 1900)
- Sebastes semicinctus (Gilbert, 1897)
- Sebastes serranoides (Eigenmann & Eigenmann, 1890)
- Sebastes serriceps (Jordan & Gilbert, 1880)
- Sebastes simulator (Chen, 1971)
- Sebastes sinensis (Gilbert, 1890)
- Sebastes spinorbis (Chen, 1975)
- Sebastes steindachneri (Hilgendorf, 1880)
- Sebastes swifti (Evermann & Goldsborough, 1907)
- Sebastes taczanowskii (Steindachner, 1880)
- Sebastes thompsoni (Jordan & Hubbs, 1925)
- Sebastes trivittatus (Hilgendorf, 1880)
- Sebastes umbrosus (Jordan & Gilbert, 1882)
- Sebastes variegatus (Quast, 1971)
- Sebastes varispinis (Chen, 1975)
- Sebastes ventricosus (Temminck & Schlegel, 1843)
- Sebastes viviparus (Krøyer, 1845) – Kleine roodbaars
- Sebastes vulpes (Döderlein, 1884)
- Sebastes wakiyai (Matsubara, 1934)
- Sebastes wilsoni (Gilbert, 1915)
- Sebastes zacentrus (Gilbert, 1890)
- Sebastes zonatus (Chen & Barsukov, 1976)